# Predições da evolução
Predições da evolução são consequências dedutivas da Teoria da evolução que foram ou deverão ser observadas. A predição é uma das propriedades da teoria evolutiva de poder fazer previsões rigorosas sobre o que possa acontecer com organismos vivos sob circunstâncias específicas. A diferença entre o poder de previsão da teoria da evolução e de outras teorias científicas é de escala, não de tipo ou qualidade.

## Predições da teoria evolutiva
- A teoria evolutiva predisse que pares de cromossomos dentro de organismos assexuados evoluirão independentemente uns dos outros e se tornarão cada vez mais diferentes ao longo do tempo em um fenômeno denominado efeito Meselson[3]. Em 2016, pesquisadores da Universidade de Glasgow demonstraram a ocorrência do efeito Meselson pela primeira vez em qualquer organismo a nível genômico estudando um parasita chamado Trypanosoma brucei gambiensis.[3]
- Cientistas previram que um par a menos de cromossomos que os humanos possuem em relação aos grandes macacos seriam a fusão ou divisão de cromossomos de um antepassado comum. A hipótese de fusão foi confirmada em 2005 pela descoberta de que o cromossomo 2 humano é homólogo a uma fusão de dois cromossomos que permanecem separados em outros primatas.[4]
- O biólogo Ernst Mayr predisse em 1954 que a especiação deveria ser acompanhada por grande crescimento evolutivo. Uma análise filogenética apoiou essa afirmação.[5]
- A teoria evolutiva predisse que organismos em ambientes heterogêneos e que mudam bastante deveriam ter maiores taxas de mutações. Isso foi descoberto em casos de bactérias infectando pulmões de pacientes com fibrose cística crônica.[6]
- O biólogo Charles Darwin predisse, baseado em homologias com primatas africanos, que os ancestrais humanos surgiram na África. Isso foi confirmado por evidências fósseis e evidências genéticas.[7]